# Daniela i przyjaciele
Daniela i przyjaciele (hiszp. El diario de Daniela, dosł. Pamiętnik Danieli) – meksykańska telenowela wyprodukowana przez koncern mediowy Televisa w 1998 roku. Z udziałem Yolandy Ventura i Marcela Buqueta (później zastąpiony przez Gerarda Murguía) w roli dorosłych protagonistów oraz Danieli Luján i Martína Ricca w roli dziecięcych protagonistów. Mónika Sánchez i Odiseo Bichir grają głównych antagonistów historii.

## Obsada
- Yolanda Ventura jako Natalia Navarro
- Marcelo Buquet jako Enrique Monroy #1
- Gerardo Murguía jako Enrique Monroy #2
- Daniela Luján jako Daniela Monroy Dieppa
- Martín Ricca jako Martín Linares Moreno
- Leticia Calderón jako Leonor Dieppa de Monroy
- Gaspar Henaine "Capulina" jako Don Capu
- Mónika Sánchez jako Elena Ruiz (główny czarny charakter)
- Odiseo Bichir jako Joel Castillo (czarny charakter)
- Anahí jako Adela Monroy Dieppa
- Juan Pablo Gamboa jako Pepe Linares
- Marcela Páez jako Rita Moreno de Corona
- Amparito Arozamena jako Amparito
- María Prado jako Doña Emma
- Héctor Hernández jako Jaime
- Fernando Torre Laphan jako Ángel Corona
- Claudia Vega jako Mariana Gómez
- María Alicia Delgado jako Eva García
- Eduardo Liñán jako Detektyw Quintana
- Eduardo López Rojas jako Pedro Farías
- Manuel Saval jako Andrés Zamora
- Roberto Ballesteros jako Arturo Barto
- David Ostrosky jako Gustavo Corona (czarny charakter)
- Jorge Poza jako Carlos
- Mariana Huerdo jako Tania (czarny charakter)
- Mónica Riestra jako Crista de Linares
- Carlos Peniche jako Ricky Rey (czarny charakter)
- Paulina de Labra jako Flor
- Ehécatl Chávez jako Jairo
- Yulyenette Anaya jako Lidi Parker
- Isaac Castro jako Yuls
- Melina Escobedo jako Malú (dziecięcy czarny charakter)
- Pablo Poumian jako Toby
- Óscar Larios jako Chuy
- Christopher Von Uckermann jako Christopher Robin
- Fernando Rodríguez jako Sergio (dziecięcy czarny charakter)
- Odemaris Ruiz jako Gina
- Rodrigo Soberon jako Juancho Monroy
- Fátima Torre jako Fátima
- Yamil Yitani Maccise jako Yamil
- Enrique Borja Baena

## Wersja polska
W Polsce serial emitowany był w telewizji TVN pod tytułem Daniela i przyjaciele w 2000 roku. Tekst polski opracował Daniel Wegner. Lektorem serialu był Stanisław Olejniczak.